# Lipotriches purnongensis
Lipotriches purnongensis är en biart som först beskrevs av Cockerell 1913.  Lipotriches purnongensis ingår i släktet Lipotriches och familjen vägbin. Inga underarter finns listade i Catalogue of Life.

## Bildgalleri

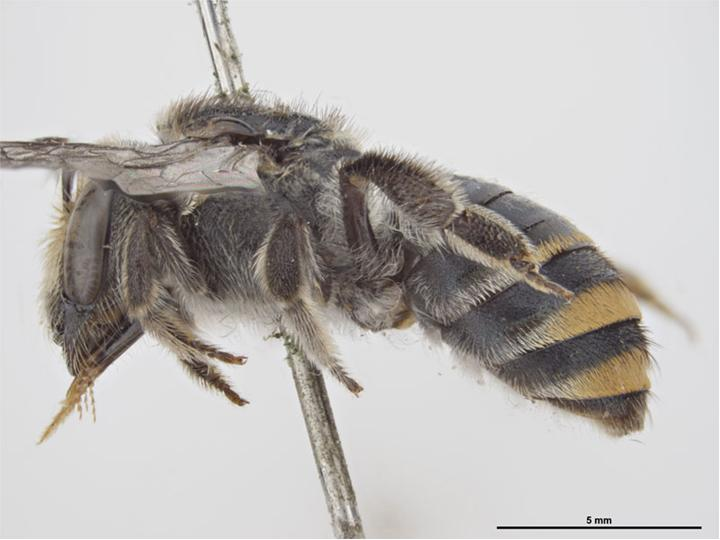